# En avant pays
En avant pays, en forme longue En avant pays - Parti de l'intégration sociale (Avanza País - Partido de Integración Social, AP), est un parti politique péruvien fondée en 2000.

## Résultats électoraux

### Élections législatives
| Année | Voix             | %                | Rang             | Élus             |
| ----- | ---------------- | ---------------- | ---------------- | ---------------- |
| 2006  | 122 653          | 1,14             | 14e              | 0 / 120          |
| 2011  | Ne participe pas | Ne participe pas | Ne participe pas | Ne participe pas |
| 2016  | Ne participe pas | Ne participe pas | Ne participe pas | Ne participe pas |
| 2020  | 373 113          | 2,52             | 15e              | 0 / 130          |
| 2021  | 969 092          | 7,54             | 6e               | 7 / 130          |